# Григорій Акиндін
Григорій Акиндін (грец. Γρηγόριος Ἀκίνδυνος) (бл. 1300 р. — бл. 1348 р.) — пізньо-візантійський, македонський богослов та філософ, клірик Константинопольської церкви, учасник так званих «ісихастських суперечок». Автор цілого ряду оригінальних богословських творів, котрі довший час залишались не відомими. Намагався досягнути примирення між Григорієм Паламою та Варлаамом Калабрійським, після засудження вчення останнього, Акиндін виступив із критикою деяких положень вчення Палами. Помер у вигнанні.

## Життєпис
Народився у пелагонійському місті Прилеп коло 1300 року. Майже нічого не відомо про батьків Григорія, як і про його початкове ім'я. В пізніших творах Акиндін свідчив про своє просте походження, а батьків описував як розбійників, котрі промишляли на дорогах. З ранніх років обрав монаший шлях, ім'я Григорій та прізвисько Акиндін, що в перекладі означає Безпечний. Навчався у місті Бітола, яке тоді було резиденцією митрополита, згодом переїхав до Фессалонік, до продовжив навчання. Серед його учителів були відомі на той час постаті, такі як Тома Магістр та Григорій Вріенній.
Близько 1330 року, знайомиться із Григорієм Паламою, і за його допомогою, робить спробу оселитись на Афоні. Однак, не дивлячись на рекомендацію патріарха Калліста, спроба виявилась невдалою.
Не зважаючи на це, Акиндін зміг добре вивчити практику ісихазму, і у майбутньому, у своїй полемічній діяльності, не виступав проти неї. Після 1336 року, коли почались так звані «ісихастські суперечки», Акиндін намагається примирити Григорія Паламу та Варлаама Калабрійського, яких він добре знав. Ця посередницька роль, дала поштовх до розвитку кар'єри Акиндіна. Він переселяється до Константинополя, де став користуватись великою довірою патріарха Іоанна XIV Калеки. В столиці продовжив свою миротворчу діяльність, намагаючись згладити гостроту конфлікту. Сприяв пом'якшенню позиції патріарха стосовно Григорія Палами, котрого тоді звинувачували у «двоєбожжі». В розмовах із Паламою та Варлаамом, Акиндін робив спроби переконати кожного із них відмовитись від найбільш радикальних тез, що б сприяло порозумінню на соборі у червні 1341 року. На самому соборі, погляди Варлаама були засуджені, однак, діяльність Акиндіна спрямована на узгодження обидвох точок зору, привела до формування ним власних поглядів на проблему, яка відрізнялась, як від позиції Варлаама так і, схваленої собором, позиції Палами. З цього часу починається період полеміки вже між Акиндіном та прихильниками паламізму. Для вирішення цих протиріч, у липні (або серпні) того ж року, був скликаний новий собор під керівництвом Великого доместика Іоанна Кантакузина. На соборі погляди Акиндіна не знайшла підтримки. Хоча, особисто Акиндін не був засуджений, він однак опинився між прихильним до нього патріархом та вороже налаштованим Кантакузином. Протягом 1342–1343 роках, полеміка між Акиндіном та паламітами триває, а у 1344 році Палама був відлучений від церкви. Наприкінці того ж року, при підтримці патріарха та синоду, Акиндіна висвятили на диякона та священика. У 1345 році, після вбивства регента Іоанна Апокавка, політична ситуація у імперії хитнулась у бік Кантакузина, який підтримував прихильників Палами. У травні 1346 року, в Адріанополі, Кантакузин був проголошений імператором, а опозиційні єпископи усунули патріарха. В лютому 1347 року, напередодні в'їзду Кантакузина до Константинополя, регентка Анна Савойська скликала собор, який засудив патріарха та Григорія Акиндіна і реабілітував прихильників Григорія Палами.
Новий імператор, намагаючись припинити релігійні суперечки, запропонував Акиндіну своє заступництво, однак Акиндін відмовився від зустрічі з імператором та подався у вигнання, де незабаром помер (ймовірно від епідемії). На соборі 1351 року, вже покійний Акиндін був підданий анафемі, до якої, згодом приєднались Болгарія та Сербія.

## Погляди
Оскільки погляди Григорія Акиндіна, не отримали соборного схвалення на завершальній стадії «паламітських суперечок» (середина XIV ст.), а згодом він був осуджений, його твори довший час залишались мало відомими і не досліджувались. Лише у ХХ — ХХІ стоіттях, у зв'язку із інтересом до ісихазму та паламізму, спадщина Акиндіна стає об'єктом уваги. Дослідник візантійської теології І. Полеміс вважав Акиндіна «видатним візантійським богословом традиційної школи». Для поглядів Акиндіна властивою є оригінальність та самостійність, а у період від 1341—1346 він був одним із провідних православних теологів світу.
В рамках «паламітських суперечок» виступав проти початкового вчення Палами про «вищий» (сутність) та «нижчий» (енергії) рівні Божества. На відміну від Палами, богослов'я якого пов'язувало Євхаристію із причастям енегріям, Акиндін наполягав на причасті Божественній сутності. Акиндін вважав Божественну сутність одночасно причасною і не причасною. У «Великому спростуванні» він пише, що Бог своєю сутністю причасний для творіння, і повністю же за своєю сутністю непричасний. Спосіб сутнісної непричасності Божества — таємничий. Дотримувався думки, що Фаворське світло (ключова категорія ісихастської містичної практики), є «невидимим і незбагненним через фізичний прояв для будь-якої людини», що розходилось як з тезою Варлаама Калабрійського про «нижчість» цього світла відносно людського розуму, так і з твердженням Никифора Григори, який вважав його створеним, що знаходиться нижче єства ангелів.
Фаворське світло Акиндін вважає отриманим учнями баченням божественності Христа, яка, однак, є незбагненна і не могла були сприйнята ними сама по-собі, оскільки вона «не має форми і образу». Боженсвенна природа стала видимою учням завдяки присутності Христа.
На думку Надаля Каньєласа богослов'я Акиндіна має христоцентричний характер, а сам автор є ключовою постаттю пізньо-візантійської теології XIV століття.

## Основні твори
- «Шість речень проти нещасних помилок паламітів» (6 книг)
- «Про буття і енергіїю» (6 книг, 2 перші є переказом одного із творів Томи Аквінського)
- «Діалог православного з варлаамітом» (1347)
- "Велике " і «Мале спростування діалогу православного з варлаамітом» (1348)
- «Промова до Іоанна Калеки» (1343)
- 76 богословських листів
- 590 ямбових віршів присвячених виявленню хиб паламізму.